# エドワード・マシュー・ウォード
エドワード・マシュー・ウォード（Edward Matthew Ward RA 、1816年7月14日 - 1879年1月15日）は、イギリスの画家である。イングランド内戦から名誉革命までの歴史に題材を得た作品を描いたウェストミンスター宮殿の壁画などで知られている。

## 略歴
ロンドンの中心部、ピムリコに生まれた。叔父に作家のジェイムズ・スミス、ホーレス・スミスがいて、若い頃に、叔父の小説,、"Rejected Addresses"の挿絵を描き、アメリカの作家、ワシントン・アーヴィングの著作の挿絵も描いた。1830年にロイヤル・ソサエティ・オブ・アーツの賞を受賞した。画家のデイヴィッド・ウィルキーや彫刻家のフランシス・レガット・チャントリーらの支援を受けて、アカデミーで学んだ。1836年からローマに滞在し、1838年にローマのアカデミア・ディ・サン・ルカで作品が入賞し、翌年この作品は、イギリスのアカデミーでも展示された。
学生の時代に、リチャード・ダッドとともに、アカデミーの権威に批判的な若い画家のグループ、「ザ・クリック」のメンバーとして活動し、ウィリアム・ホガースやデイヴィッド・ウィルキーらのスタイルを受け継いだ。
1850年代にラファエル前派の画家たち、特にジョン・エヴァレット・ミレーと賞を争い、論争した。1870年代の後半になって、鬱病に悩まされるようになり、1879年に自宅で喉を切っていたのが発見され、自殺と認定された。
1843年に、動物画家ジェームズ・ウォードの孫で当時11歳のヘンリエッタ・ウォード(Henrietta Ward:1832-1924)と逢い、1848年結婚した。ヘンリエッタも後に歴史画家として知られるようになった。息子のレスリー・ウォード(Leslie Ward:1851-1922)は有名な挿絵画家になった。

## 作品

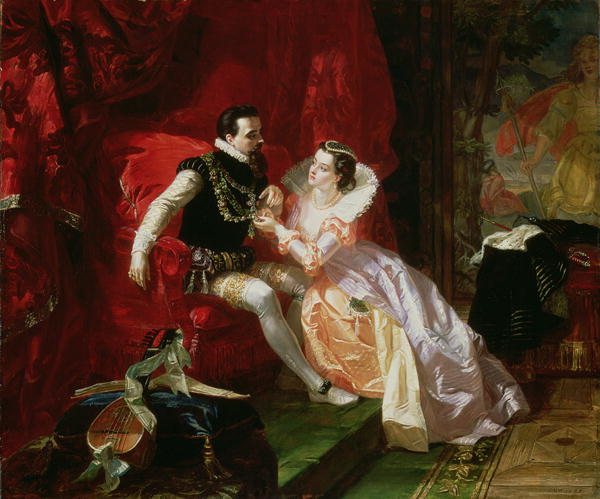
W.スコットの小説『ケニルワースの城』に題材をとった作品.(1866)
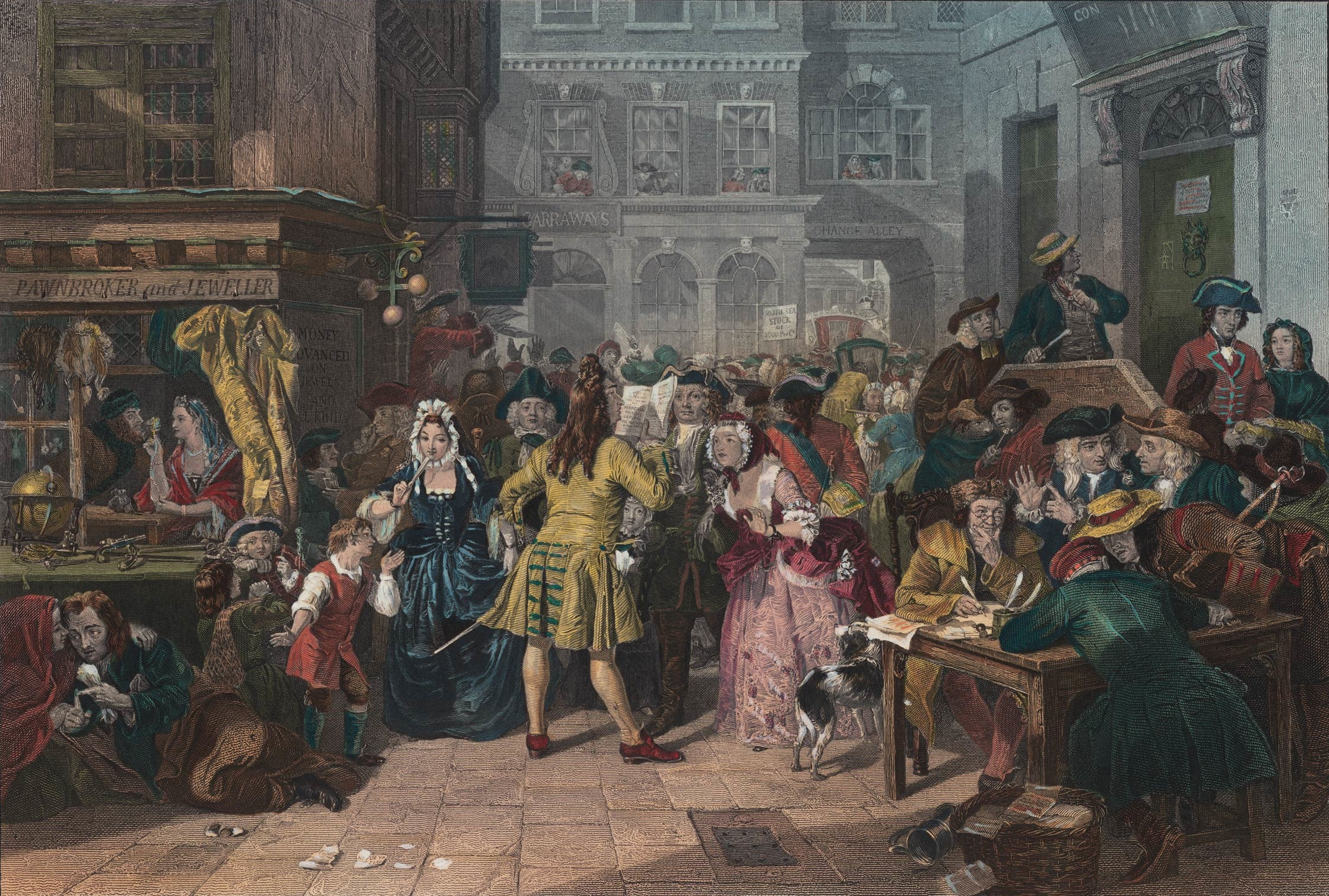
『南海泡沫事件』(1846)
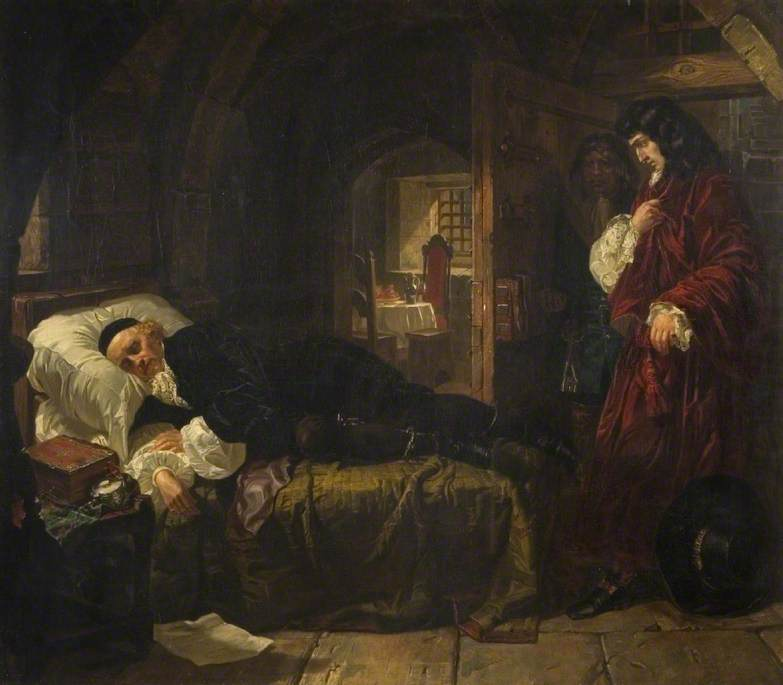
アーガイル伯爵の最期の眠り